# Hadař dvoupruhý
Hadař dvoupruhý (Callechelys bilinearis) je paprskoploutvá ryba z čeledi hadařovití (Ophichthidae).
Druh byl popsán roku 1952 ichtyologem Kanazawou.

## Popis a výskyt
Maximální délka ryby je 170 cm.
Tělo podlouhlé, zploštělé, černé barvy se třemi bílými pruhy. Břicho nažloutlé, hlava tmavá.
Byla nalezena ve vodách západního a jihovýchodního Atlantiku: Bermudy, po celé Západní Indii, ostrovy Střední a Jižní Ameriky, Malé Antily, ostrov Svatá Helena a Ascension. Obývá mořské dno.